# Big Mountain
Big Mountain – amerykańska grupa reggae założona w 1991 w San Diego.
W skład grupy wchodzą: Quino (wokalista i gitarzysta), Jerome Cruz (gitarzysta), Gregory Blakney (perkusista), Lance Rhodes (perkusista), Manfred Reinke (klawiszowiec) i Lynn Copeland (basista). Grupa najbardziej znana jest z coveru piosenki Petera Framptona Baby, I Love Your Way.

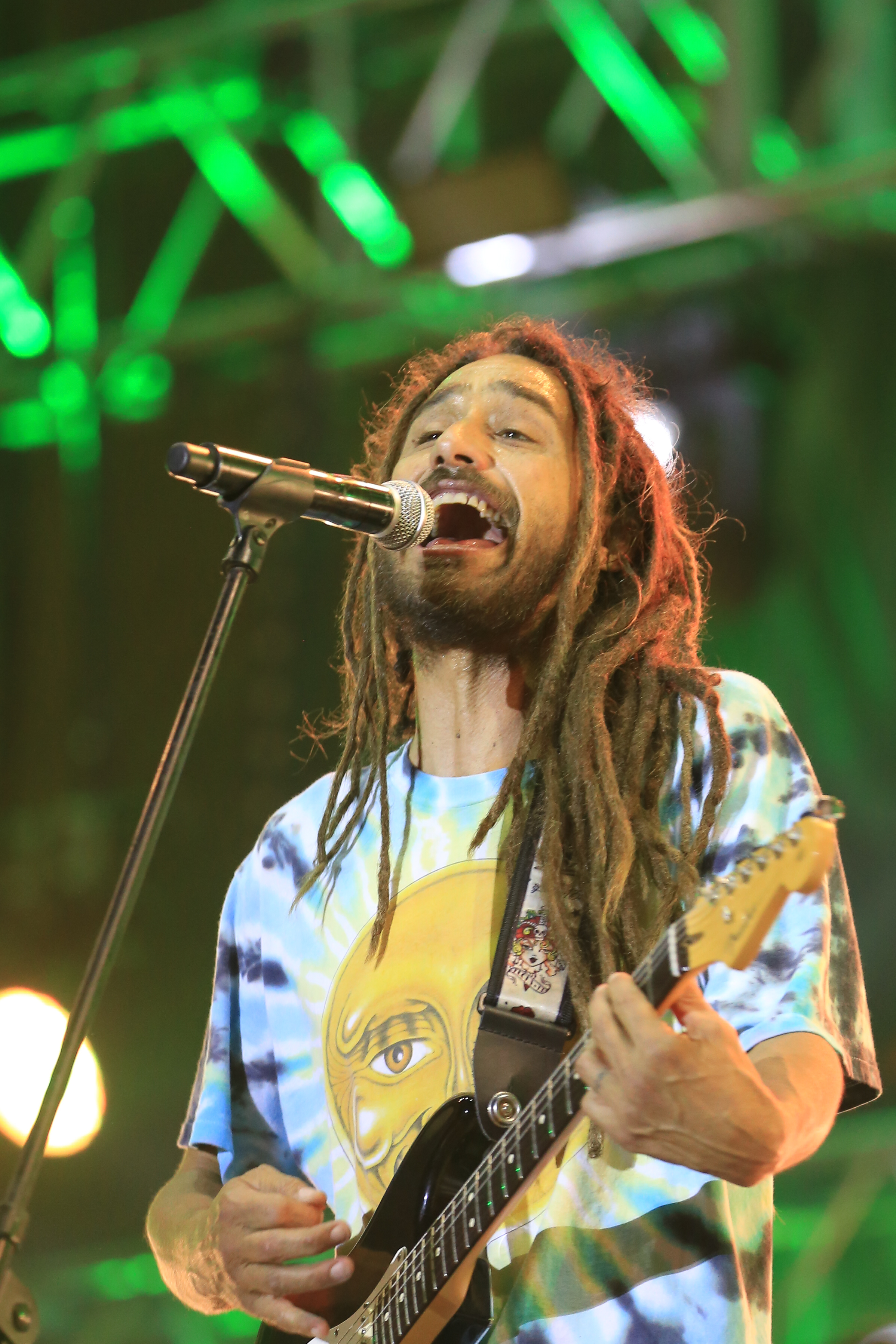
Joaquin "Quino" McWhinney (2018)

## Dyskografia
- Wake Up (1992)
- Unity (1994)
- Resistance (1996)
- Free Up (1997)
- Things To Come (1999)
- The Best Of Big Mountain (1999)
- Cool Breeze (2002)
- New Day (2003)
- Versions Undercover (2008)